# Sisitangara
Sisitangara (Melanospiza bicolor) är en finkliknande fågel i familjen tangaror inom ordningen tättingar. Den förekommer i både Västindien och norra Sydamerika.

## Utseende och läten
Sisitangaran är en liten (10 cm) och mörk finkliknande fågel. Den svarta näbben är konformad och kort med tydligt böjd övre näbbhalva. Hanen är olivgrön ovan och ljusare olivgrå under. Den är svart på huvud och bröst, i Sydamerika mer utbrett. Hona och ungfågel är mattare olivgrå ovan och på huvudet med ljusare undersida, vitast mot buken. Hanen yttrar ett strävt ”dik–zeezeezee” under spelflykt med darrande vingar.

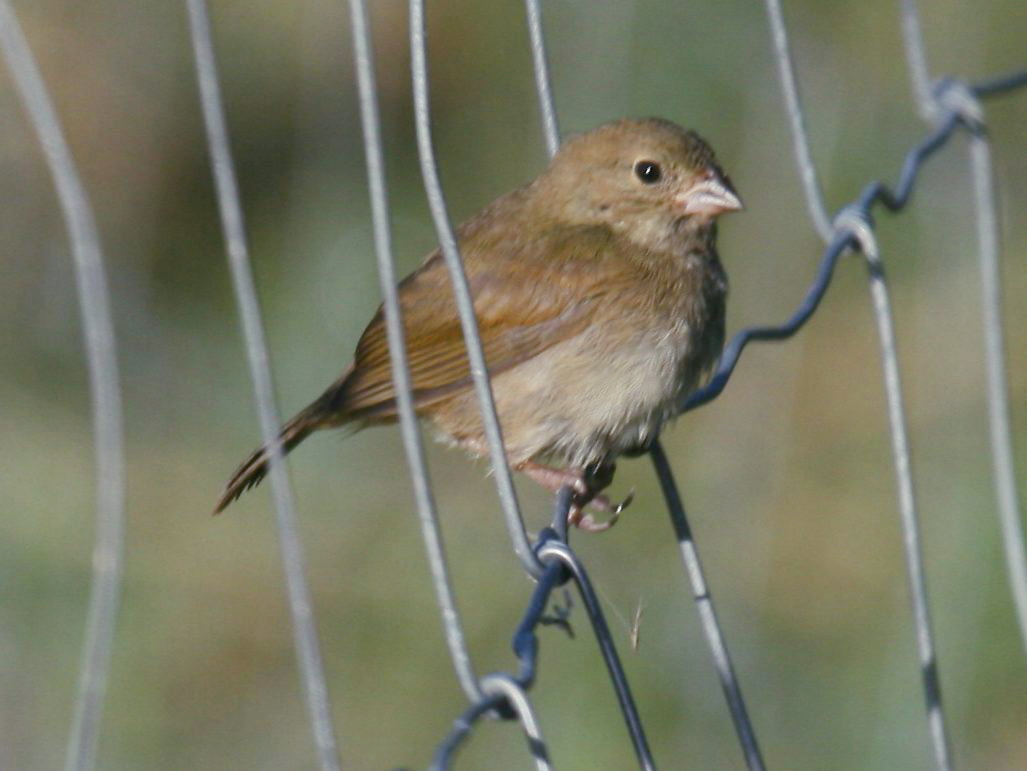
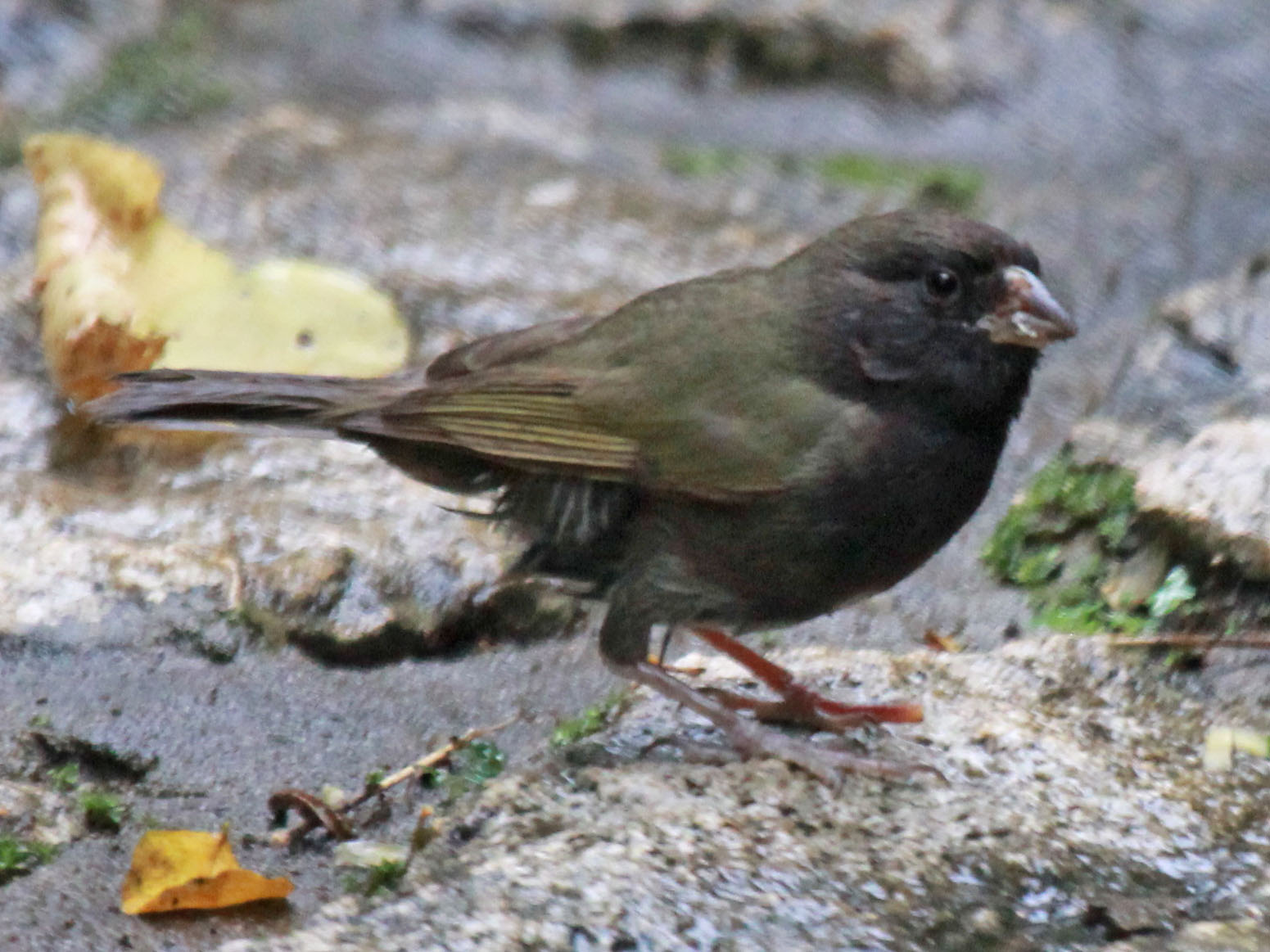
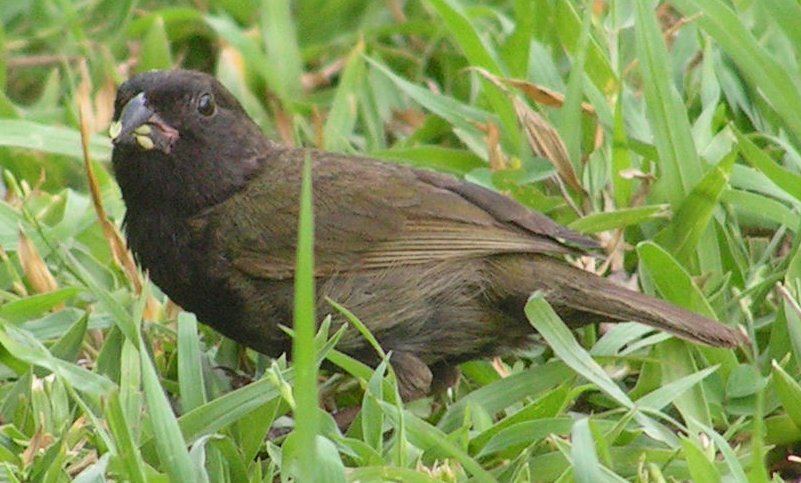

## Utbredning och systematik
Sisitangaran har en vid utbredning i både Västindien och norra Sydamerika. Den delas in i åtta underarter med följande utbredning:
- Melanospiza bicolor bicolor – Bahamas och Cays utanför Sancti Spíritus och Villa Clara-provinserna (Kuba)
- Melanospiza bicolor marchii – Jamaica, Hispaniola och intilliggande öar
- Melanospiza bicolor omissus – Puerto Rico, Tobago, Isla Margarita, norra Colombia och norra Venezuela
- Melanospiza bicolor huilae – södra och centrala Colombia (Magdalenaflodens övre dalgång)
- Melanospiza bicolor grandior – San Andrés och Providencia och Santa Catalina (Västindien)
- Melanospiza bicolor johnstonei – La Blanquillaön och Los Hermanosöarna (utanför Venezuela)
- Melanospiza bicolor sharpei – Nederländska Antillerna (Aruba, Curaçao och Bonaire)
- Melanospiza bicolor tortugensis – La Tortugaön i Venezuela

Tillfälligt har arten setts i Florida i USA.

### Släktestillhörighet
Traditionellt placeras siffertangaran i släktet Tiaris. Genetiska studier visar dock att arterna i släktet inte är varandras närmaste släktingar. Istället är siffertangaran systerart till saintluciatangaran (Melanospiza richardsoni) och inkluderas därför numera oftast i det släktet.

### Familjetillhörighet
Liksom andra finkliknande tangaror placerades denna art tidigare i familjen Emberizidae. Genetiska studier visar dock att den är en del av tangarorna.

## Levnadssätt
Sisitangaran i öppna eller halvöppna områden med högt gräs eller buskage, inklusive vägrenar och risfält. Födan består av frön, framför allt från ogräs och gräs. Den ses ofta i smågrupper men tar nattkvist ensam.

### Häckning
Det kupolformade boet placeras lågt i en buske eller på en jordbank. Däri lägger den två till tre vitaktiga ägg med rödbruna fläckar. Hanen och honan hjälps åt med bobygge och att föda ungarna.

## Status och hot
Arten har ett stort utbredningsområde och tros öka i antal. Utifrån dessa kriterier kategoriserar internationella naturvårdsunionen IUCN arten som livskraftig (LC).